# یوفو، اوئیتا
یوفو در استان اوئیتا در کشور ژاپن  واقع شده‌است  که دارای جمعیت ۳۵٬۲۹۸ نفر و مساحت ۳۱۹٫۱۶ کیلومتر مربع با تراکم جمعیت ۱۱۱  نفر در کیلومترمربع است و در تاریخ ۱ اکتبر ۲۰۰۵ به عنوان شهر شناخته شد.